# Schlossgärten in Blankenburg (Harz)
Die barocken Gärten in Blankenburg (Harz) bilden ein Gartenensemble, das im frühen 18. Jahrhundert aus Teilen des als Tiergarten bezeichneten Jagdgebietes entstand. Der zu dieser Zeit in der Stadt residierende welfische Adel ließ die Lustgartenanlage errichten und in den folgenden Jahrhunderten mehrfach erweitern und umgestalten. Die Gärten befinden sich beim Schloss und bei der mittelalterlichen Stadtmauer des Ortes.

Übersichtsplan Schloss und Schlossgärten Blankenburg (Harz) Quelle: Gartenträume - Historische Parks in Sachsen-Anhalt e. V.

## Geschichte
Das Garten- und Parkensemble entstand aus einem Jagdpark, der im 17. Jahrhundert angelegt und umzäunt wurde. Unter der braunschweigisch-blankenburgischen Herrschaft Ludwig Rudolfs von Braunschweig-Wolfenbüttel in der Zeit von 1707 bis 1731 wurde ein Großteil der barocken Gartenanlagen mit Gebäuden außerhalb der städtischen Befestigung geschaffen. Ludwig Rudolfs Ehefrau Christine Luise von Oettingen-Oettingen unterhielt und förderte die Anlagen auch nach seinem Tod, ehe sie Ende des 18. Jahrhunderts nur rudimentär erhalten wurden.
In der zweiten Hälfte des 19. Jahrhunderts wurde die Jagdtradition erneut aufgegriffen; die Parkanlagen wurden in dieser Zeit teilweise erheblich umgestaltet. Im Laufe des 20. Jahrhunderts erfuhr das Gartenensemble eine starke Vernachlässigung; einige Gebäude wurden baufällig, so wurde bereits 1945 das Lustschloss Luisenburg abgetragen. Schon in den 1970ern und insbesondere seit dem Beitritt der neuen Bundesländer zur Bundesrepublik Deutschland wurden weite Teile des Areals saniert und rekonstruiert; der Fasanengarten wurde in historischer Lage neugestaltet. Diese Prozesse halten im 21. Jahrhundert an.

## Anlagen

### Tiergarten

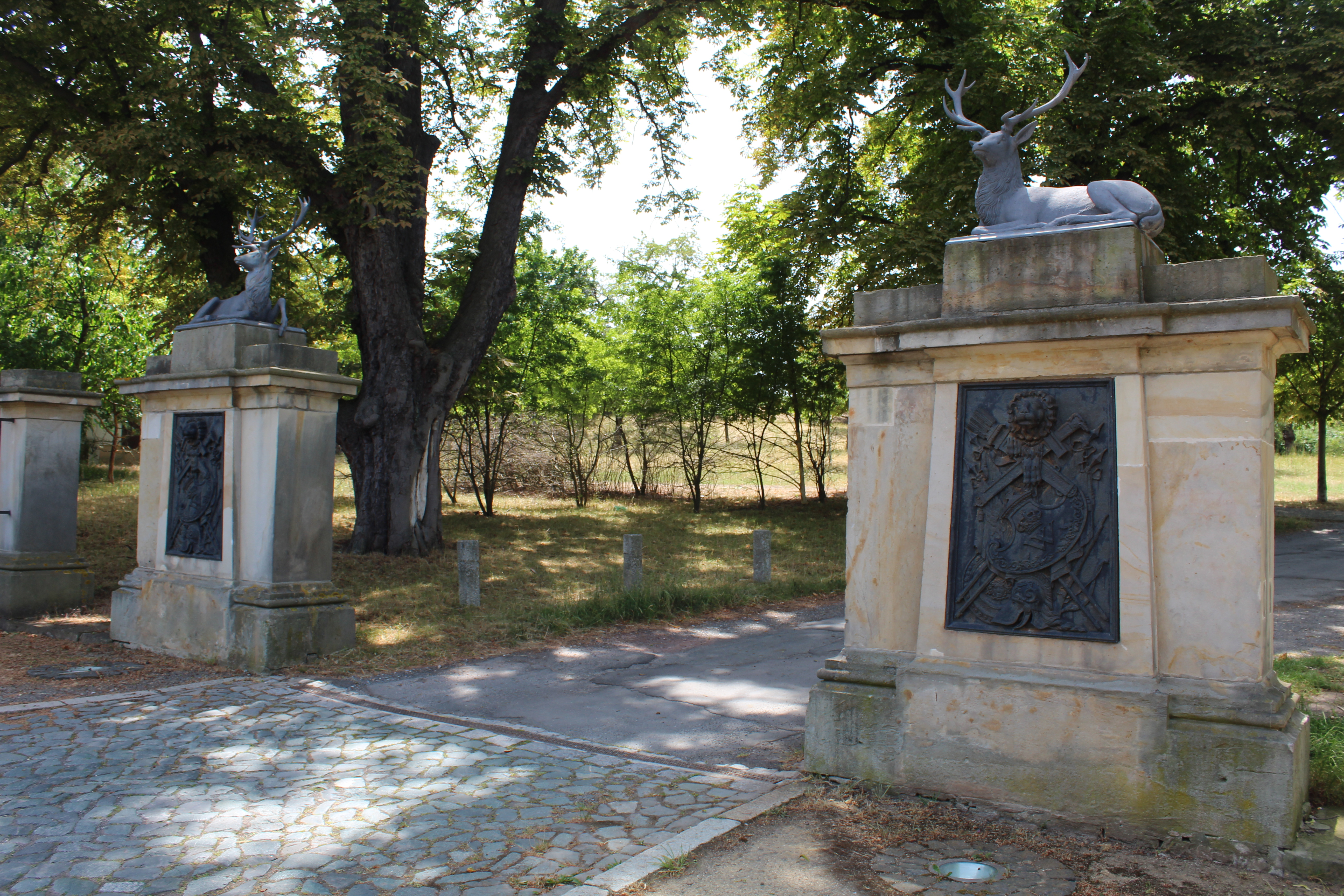
Hirschtor, Eingang in den Tiergarten bei der Ortsausfahrt in Richtung Cattenstedt, die Initiale W steht für Herzog Wilhelm von Braunschweig (1806–1884)

Herzog Rudolf August (1627–1704) nutzte das Blankenburger Schloss als Jagdschloss. Hierfür ließ er im Jahre 1668 einen „Tiergarten“ als Jagdpark umfrieden, der abwechslungsreiche Wald- und Wiesengebiete umfasste. Von einer späteren Einhegung des Gebietes ist das „Hirschtor“ als herzogliche Zufahrt in den Tiergarten am Ortsausgang von Blankenburg (Richtung Cattenstedt) erhalten.
Auf dem Gipfel des Calvinusberges ließ Rudolf Augusts Neffe, Herzog Ludwig Rudolf von Braunschweig-Wolfenbüttel (1671–1735), unter dem die Grafschaft Blankenburg zu einem eigenständigen Fürstentum erhoben wurde, das Lustschlösschen Luisenburg für seine Gemahlin Christine Luise von Oettingen-Oettingen 1728 errichten. Der achteckige Fachwerkbau wurde 1945 aufgrund von Baufälligkeit abgerissen. Die Jagden im Tiergarten entwickelten sich unter Herzog Ludwig Rudolf zu festlichen Ereignissen. Der Tiergarten bot um 1700 die Grundlage zur Errichtung weiterer Garten- und Parkanlagen.
In der zweiten Hälfte des 18. Jahrhunderts, als Blankenburg die Bedeutung einer Residenz verloren hatte, wurden zur Ordnung der Finanzverhältnisse das Wild im Tiergarten abgeschafft und Terrassen mit Obstbäumen bewirtschaften, die noch heute zum Teil erhalten sind. Verantwortlich dafür zeichnete der bedeutende Forstmeister Johann Georg von Langen (1699–1776). Erst nach 1831 ließ Herzog Wilhelm von Braunschweig (1806–1884) die Jagdtradition wieder aufleben und nutzte das Blankenburg Schloss für einige Wochen im Jahr als Jagdschloss.
Prinzregent von Braunschweig, Albrecht von Preußen (1837–1906), lud Kaiser Wilhelm II. und andere Fürsten ab 1890 alle zwei Jahre zu sogenannten „Kaiserjagden“ nach Blankenburg ein. Der letzte regierende Herzog von Braunschweig Ernst August ließ von 1913 bis 1918 die Hofjagd in Blankenburg als gesellschaftliches Ereignis erneut aufleben.

### Terrassengarten
Der Terrassengarten ist ein symmetrisch geformter Barockgarten. Er wurde etwa ab 1718 als Großer Lustgarten im Gegensatz zum kleinen Lustgarten am Großen Schloss von Herzog Ludwig Rudolf angelegt; ein Einfluss des kurz vor seinem Tod in Blankenburg tätigen Architekten Leonhard Christoph Sturm (1669–1719) auf die Planung der Anlage lässt sich nicht eindeutig nachweisen.
Prägend für die Anlage ist eine Wasserachse, die durch ein komplexes Wasserleitungssystem gespeist wurde. Im Zentrum der höchstgelegenen Terrasse liegt eine Grotte, in der eine Skulptur des römischen Gottes Neptun mit Dreizack „thront“. Auf der Grotte befinden sich zwei Sphinxgestalten. Diese Neptungrotte wurde erst nach Ludwig Rudolfs Tod von seiner Witwe Christine Luise hinzugefügt. Zwei der drei darunter folgenden Springbrunnenanlagen sind figürlich ausgestaltet. Bis 1790 wurde der Barockgarten erhaltend gepflegt, anschließend kam es jedoch zum Verkauf von Pflanzen und Skulpturen. Die  mit Sandstein aufgemauerten Ränder der Terrassen sind heute u. a. mit Putten besetzt, die jedoch in einer Rekonstruktionsphase der 1970er Jahre eingefügt wurden und nicht zum ursprünglichen Inventar gehörten. Sie stammen aus einer Blankenburger Kuranstalt, deren Besitzer die Putten um 1900 antiquarisch erworben hatte. Aller Wahrscheinlichkeit nach wurden sie vormals für das Schloss Salzdahlum angefertigt. Als Originale erhalten sind hingegen die Vasen, die mit den Initialen CL für Christine Luise oder Ludwig und Christine geschmückt sind.
Am oberen Ende des Terrassengartens, hinter der Neptungrotte, befindet sich ein Denkmal für den ertrunkenen Herzog Leopold von Braunschweig-Wolfenbüttel (1752–1785), das sich ursprünglich im Garten der Freimaurerloge in der Leopoldstraße (Braunschweig) befand. Die Skulptur kam ca. 1935 an seinen heutigen Platz, den ehemaligen Melonenplatz, nachdem die Nationalsozialisten die Freimaurer verboten hatten. Das zwischen 1785 und 1787 von Johann Heinrich Oden geschaffene Werk ist im Jahr 2021 restauriert wurden. Die ehemaligen Tafeln wurden rekonstruiert und ergänzt. Das von Christian Friedrich Krull geschaffene Medaillonbildnis gilt noch immer als verloren und wurde bisher nicht als Kopie hinzugefügt.
Seit 1953 befindet sich eine Kopie des Braunschweiger Löwen vor dem Kleinen Schloss, die ursprünglich 1915 auf der Terrasse des Großen Schlosses aufgestellt wurde.

#### Kleines Schloss

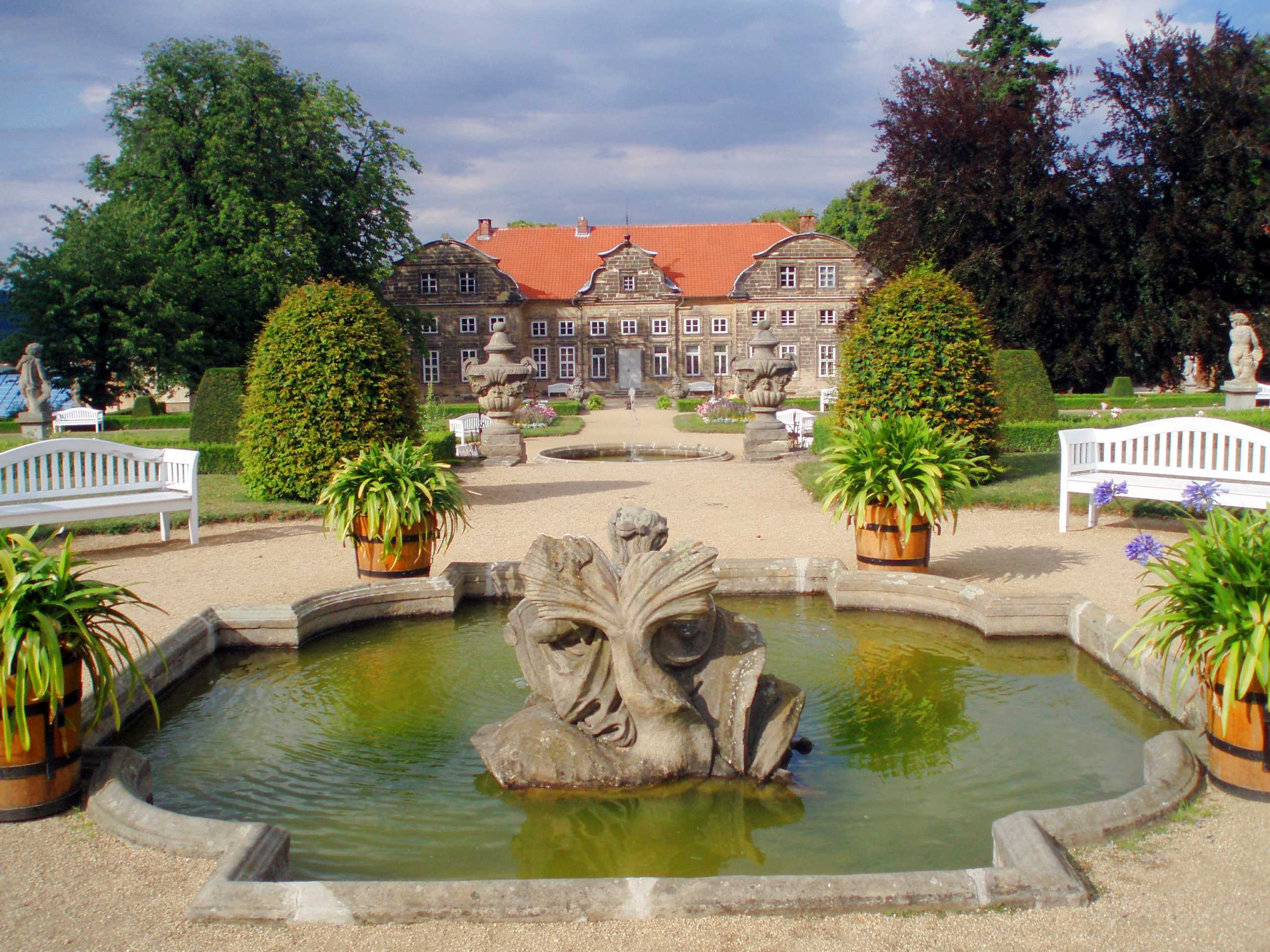
Kleines Schloss am unteren Ende des Terrassengartens

Das Kleine Schloss entstand 1725 als Lustschloss. Als Vorgängerbau befand sich hier ab etwa 1718 ein Orangenhaus. Für einen freien Blick aus dem Gartenhaus, das zur Abgrenzung vom Residenzschloss auf dem Berggipfel als Kleines Schloss bezeichnet wird, wurde die Spitze des gegenüberliegenden Schnappelbergs abgetragen. Dieser ist ein Ausläufer der in der Nähe beginnenden Teufelsmauer. Etwa 1772 erhielt der ursprüngliche Fachwerkbau eine Sandsteinfassade und wurde dann zum Wohnhaus von Beamten. Von 1914 bis 1918 wohnten hier Ernst August von Braunschweig und Lüneburg (1887–1953) und seine Gattin Viktoria Luise von Preußen (1892–1980). 1917 wurde hier die gemeinsame Tochter Friederike von Hannover (1917–1981) geboren. Von 1948 bis 2010 beherbergte das Kleine Schloss das Städtische Museum. Heute befinden sich hier die Touristinformation sowie Information und Verwaltung der Harzer Wandernadel.
Der am Kleinen Schloss gelegene Orangerieplatz war im 18. Jahrhundert ein besonders bedeutender Teil der Gesamtanlage und wurde für Aufführungen als ein barockes Gartentheater genutzt.

### Berggarten

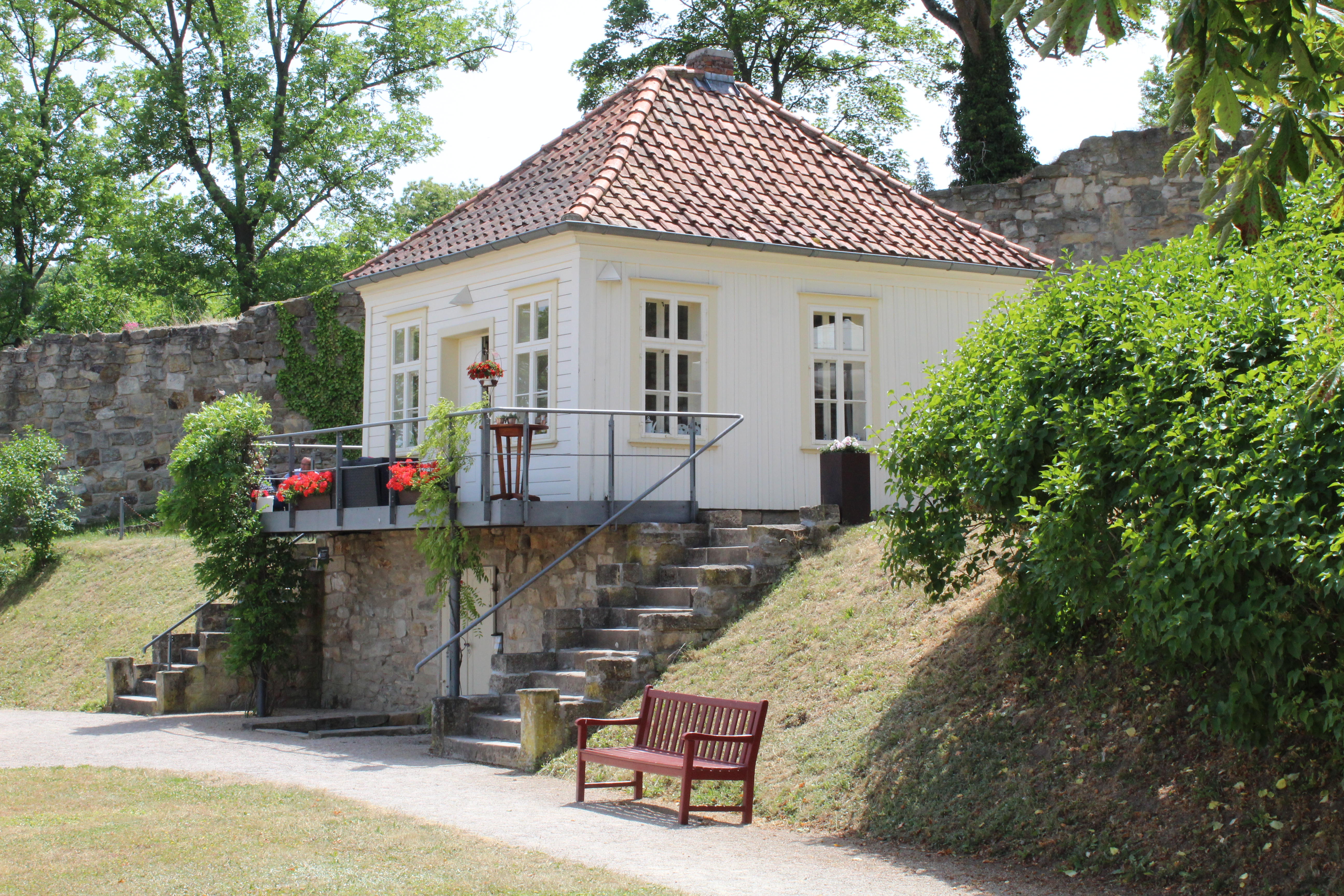
Teehaus im Berggarten

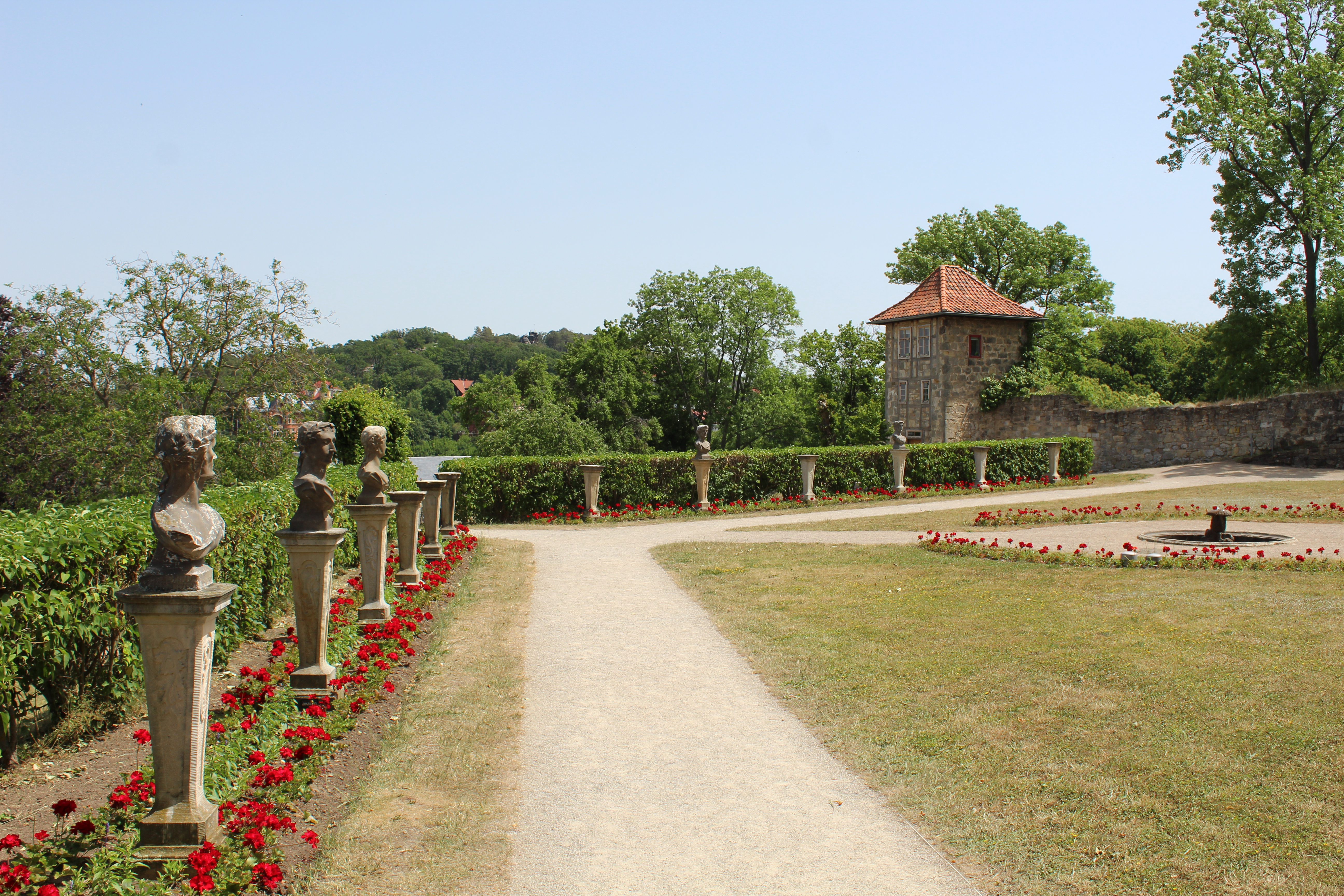
Kaiserbüsten und Prinzessinenturm im Berggarten

Die mittelalterliche Stadtmauer trennt den Terrassengarten vom Berggarten, der sich damit innerhalb der Altstadt befindet. Hier ist schon in der Mitte des 17. Jahrhunderts ein Küstergarten belegt. In diesem Bereich lag ursprünglich die Allerheiligenkapelle.
Von einem Teehaus führt seit dem 18. Jahrhundert eine Wasserachse mit zwei Brunnen den Berg hinab. Kurios sind die schräg verlaufenden Stufen, die sich aus der Anpassung der 35 m langen Treppe an den Hang ergibt und gleichzeitig eine Gerade vom Teehaus einhält und damit der Anlage Symmetrie verleiht. Der Berggarten ist an einem steilen Hang terrassenförmig aufgebaut.
Ende des 19. Jahrhunderts erweiterte Prinzregent Albrecht von Preußen den Berggarten um den angrenzenden „Rosenwinkel“. In diese Zeit der Umgestaltung fällt auch die Aufstellung von zwölf Kaiserbüsten, die im 20./21. Jahrhundert teilweise beschädigt oder entfernt wurden, nun aber wieder in Form von Abgüssen sukzessive aufgestellt werden. Die Stadtmauer ist in die Gartenanlage eingebunden und ein Teil der ehemaligen Befestigung, der Prinzessinnenturm, ist mit einer Fachwerkfassade versehen und als Ferienwohnung zugänglich. Er erhält seinen Namen daher, dass sich der Sage nach die Töchter des Herzogs Ludwig Rudolf hier zum Spielen aufhielten. Ein weiterer Turm der Stadtmauer ist als Aussichtsturm über eine Stahlkonstruktion begehbar. Der Berggarten wurden von 1997 bis 2001 saniert und teilrekonstruiert.
Am Rande des Berggartens befindet sich die Obere Mühle, nahe dem Teehaus, hier besteht ein Zugang zur Altstadt mit der nahegelegenen Bergkirche St. Bartholomäus, dem Herbergsmuseum und dem Marktplatz mit dem renaissancezeitlichen Rathaus.

### Schlosspark
Der Landschaftspark verbindet den Terrassengarten und den Fasanengarten mit dem Großen Schloss und geht nahtlos in den Tiergarten über. Hauptachse ist eine im 19. Jahrhundert angelegte Kastanienallee. Im Schlosspark sind die Reste der mittelalterlichen Stadtbefestigung mit vorgelagertem Graben erkennbar. Die Wegstruktur hat sich größtenteils aus der Zeit um 1700 erhalten. Der künstliche angelegte Schlossteich diente als Bassin zur Versorgung der städtischen Mühlen und der Wasserachsen in den Gärten.

Schlosspark
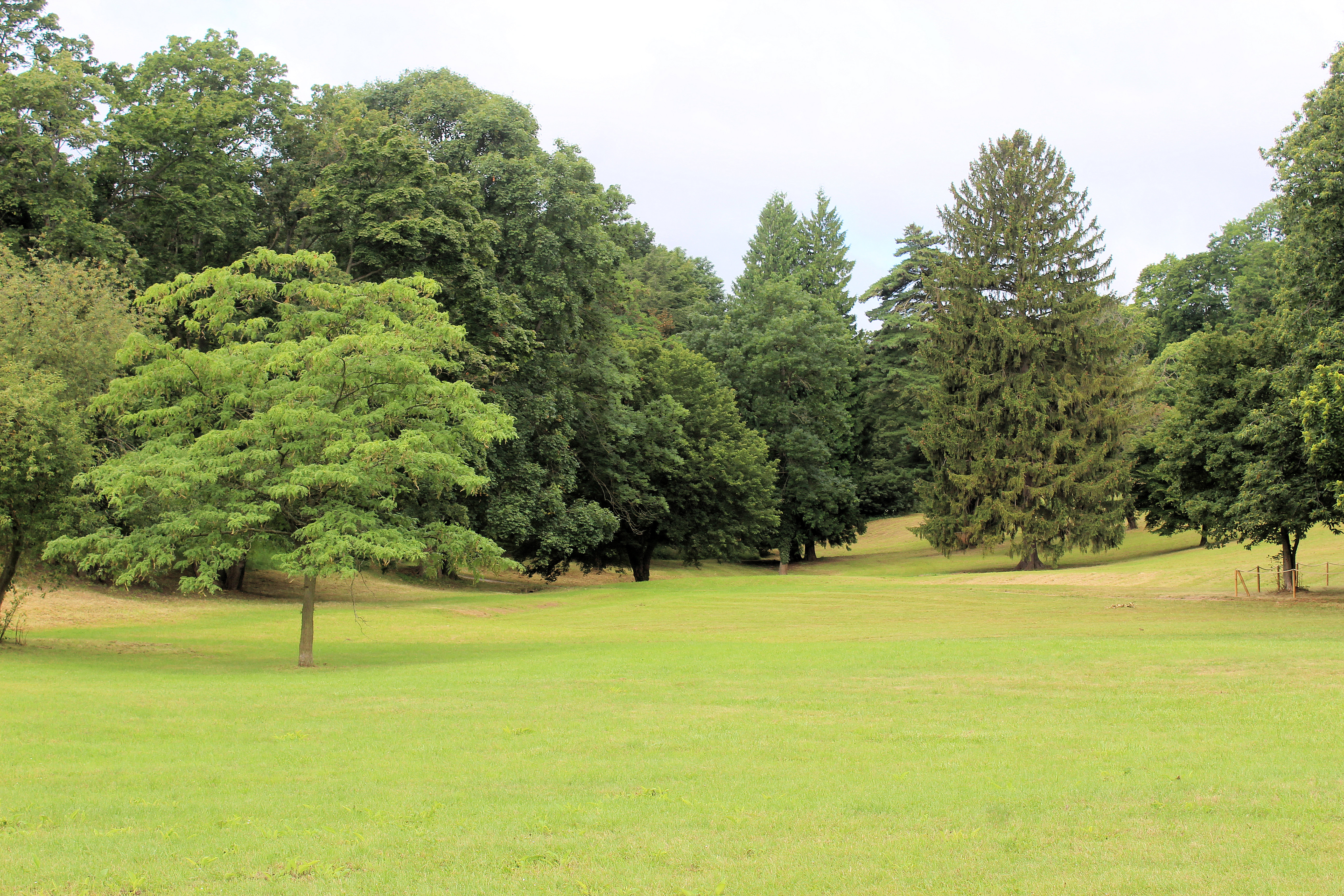
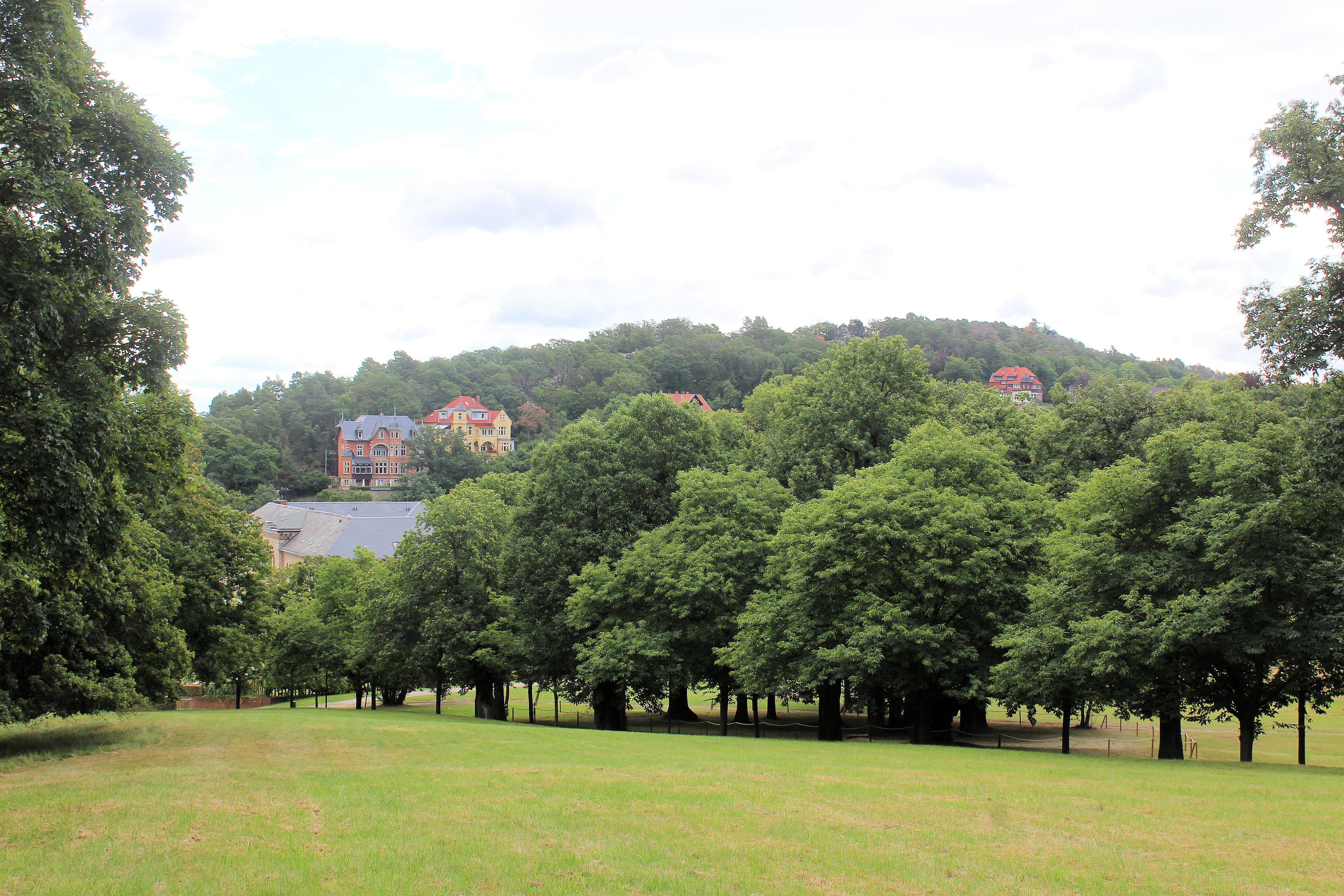
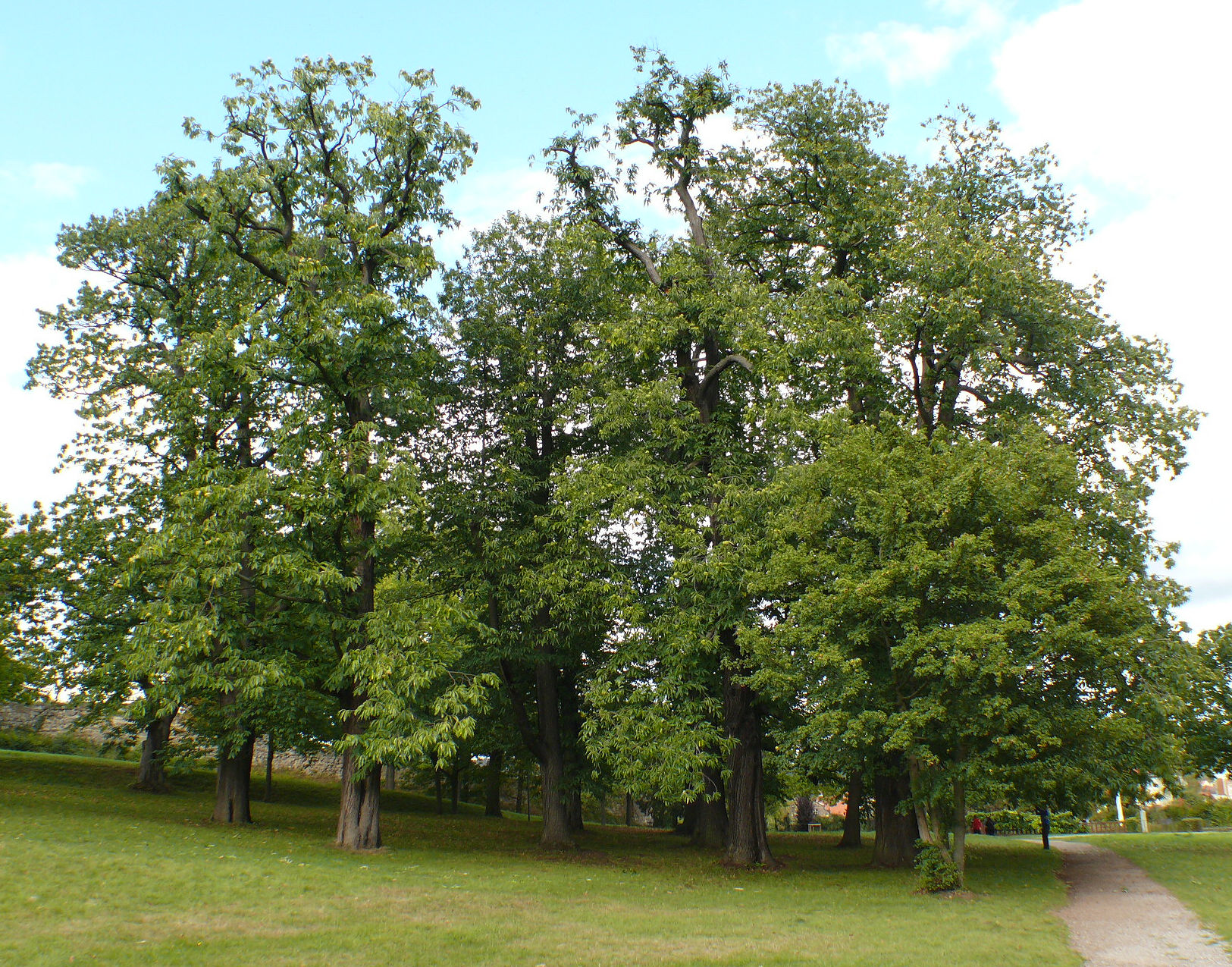

### Fasanengarten
Bereits um 1700 befand sich an gleicher Stelle ein Fasanengarten. Die Fasanerie selbst wurde jedoch etwa 1790 aufgegeben. Für den Bau der benachbarten Kaserne (heute „Schlosshotel“) um 1860 wurden Teile des Gartens abgegeben und der Garten neu gestaltet. In der zweiten Hälfte des 20. Jahrhunderts befanden sich Kleingartenanlagen auf der Fläche. In den Jahren 2002 bis 2003 wurde eine projektbezogene Neugestaltung über eine Maßnahme für arbeitslose Jugendliche verwirklicht. Die Herkunft und die mythologische Bedeutung der Fasane bildeten dafür die Grundlage. Markenzeichen sind die hohen metallenen Fasanenfedern, die die Anlage zieren. Auch heute befindet sich hier eine Voliere mit Fasanen.

## Galerie

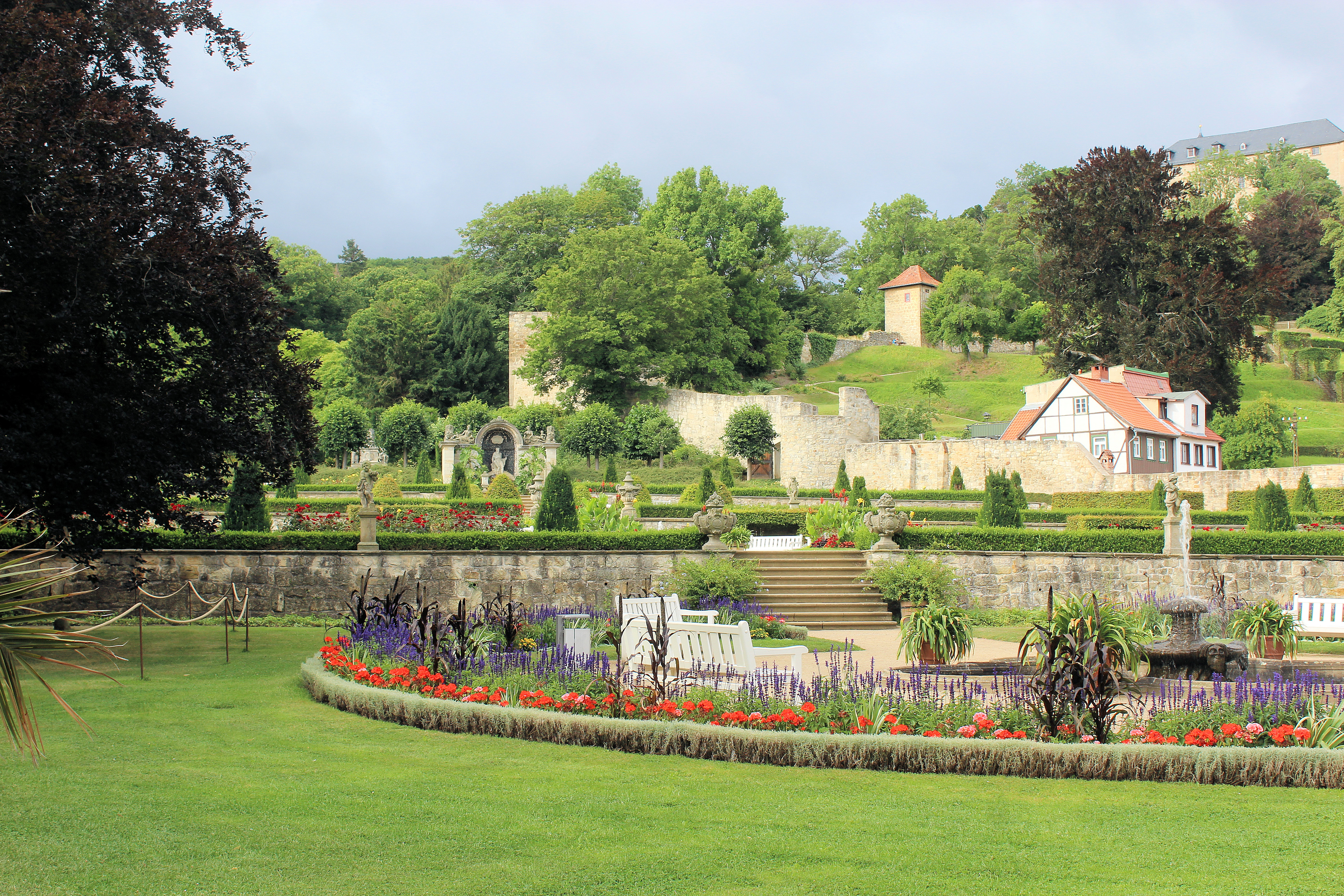
Blick über den Terrassengarten zur Stadtbefestigung und zum Schloss Blankenburg (Harz)
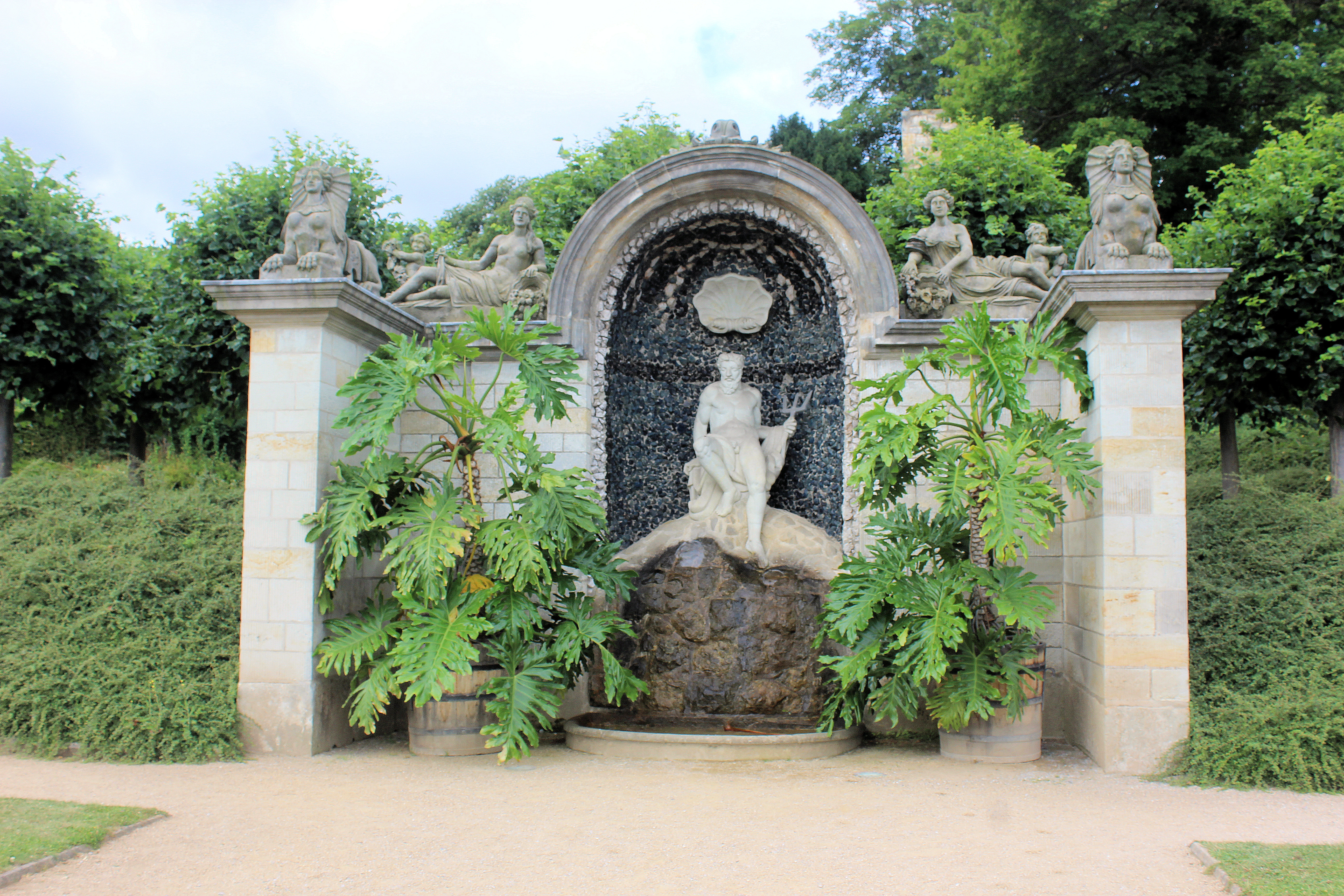
Neptungrotte am oberen Ende der Wasserachse
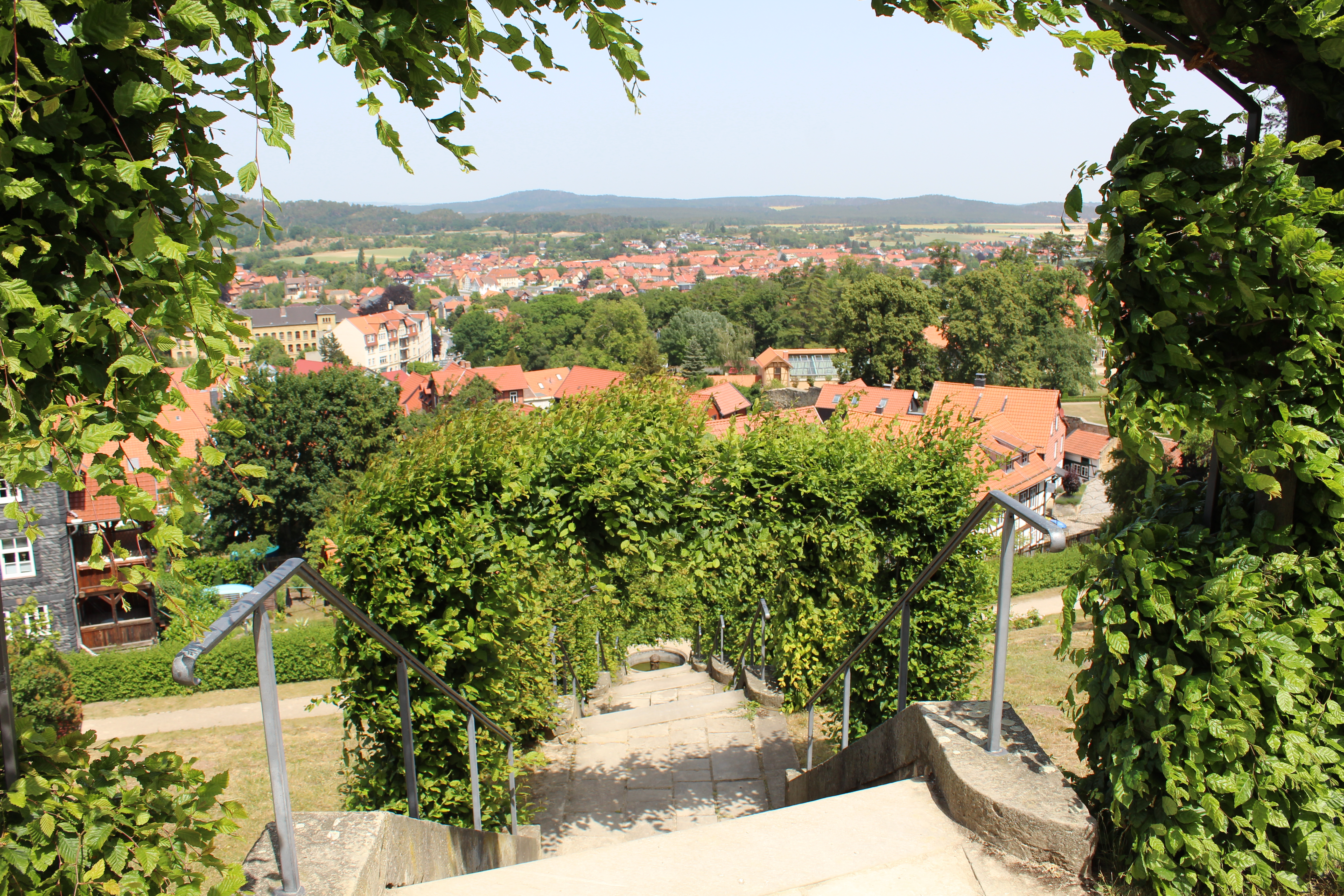
Blick vom Berggarten auf die Blankenburger Innenstadt
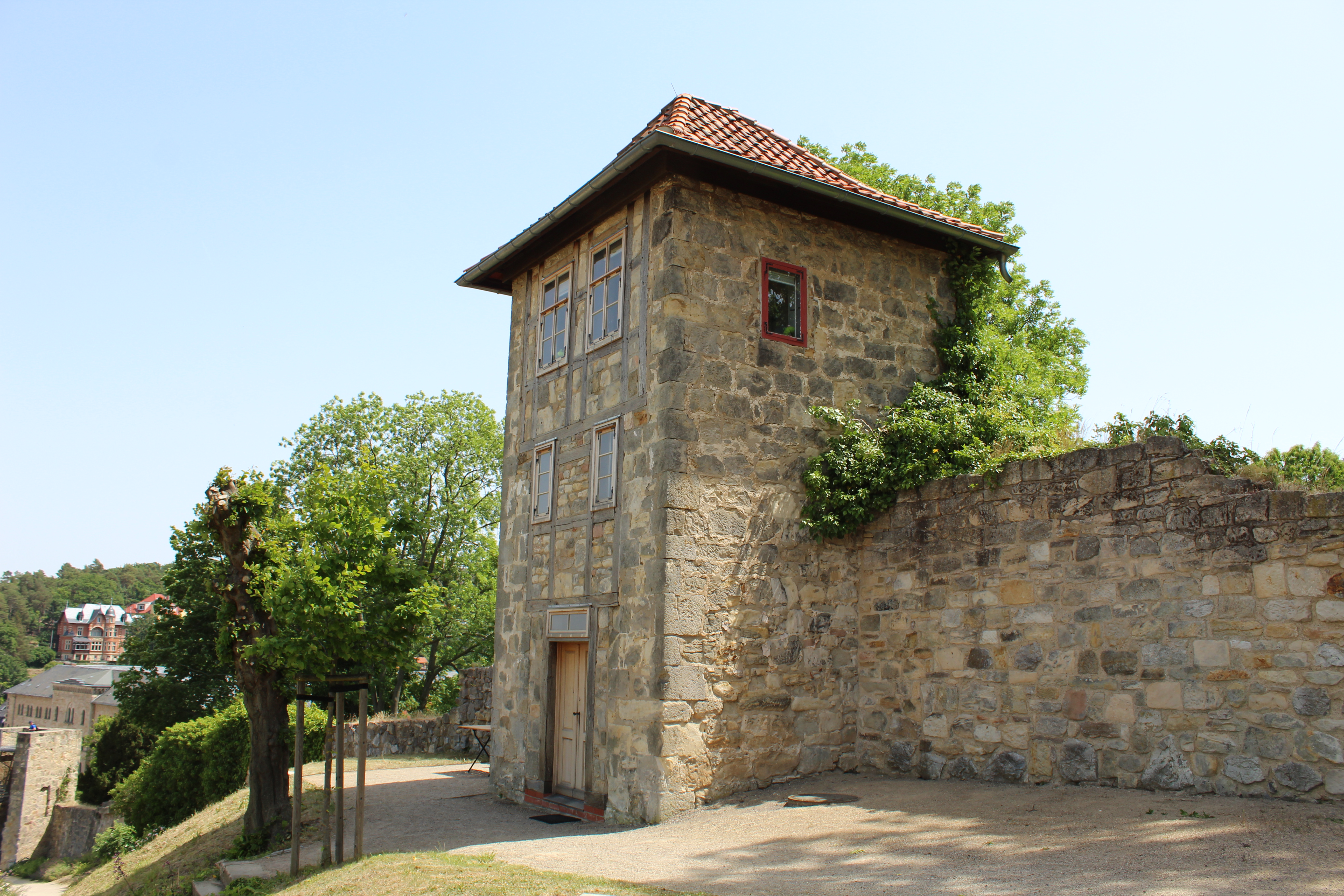
Prinzessinnenturm an der alten Stadtmauer
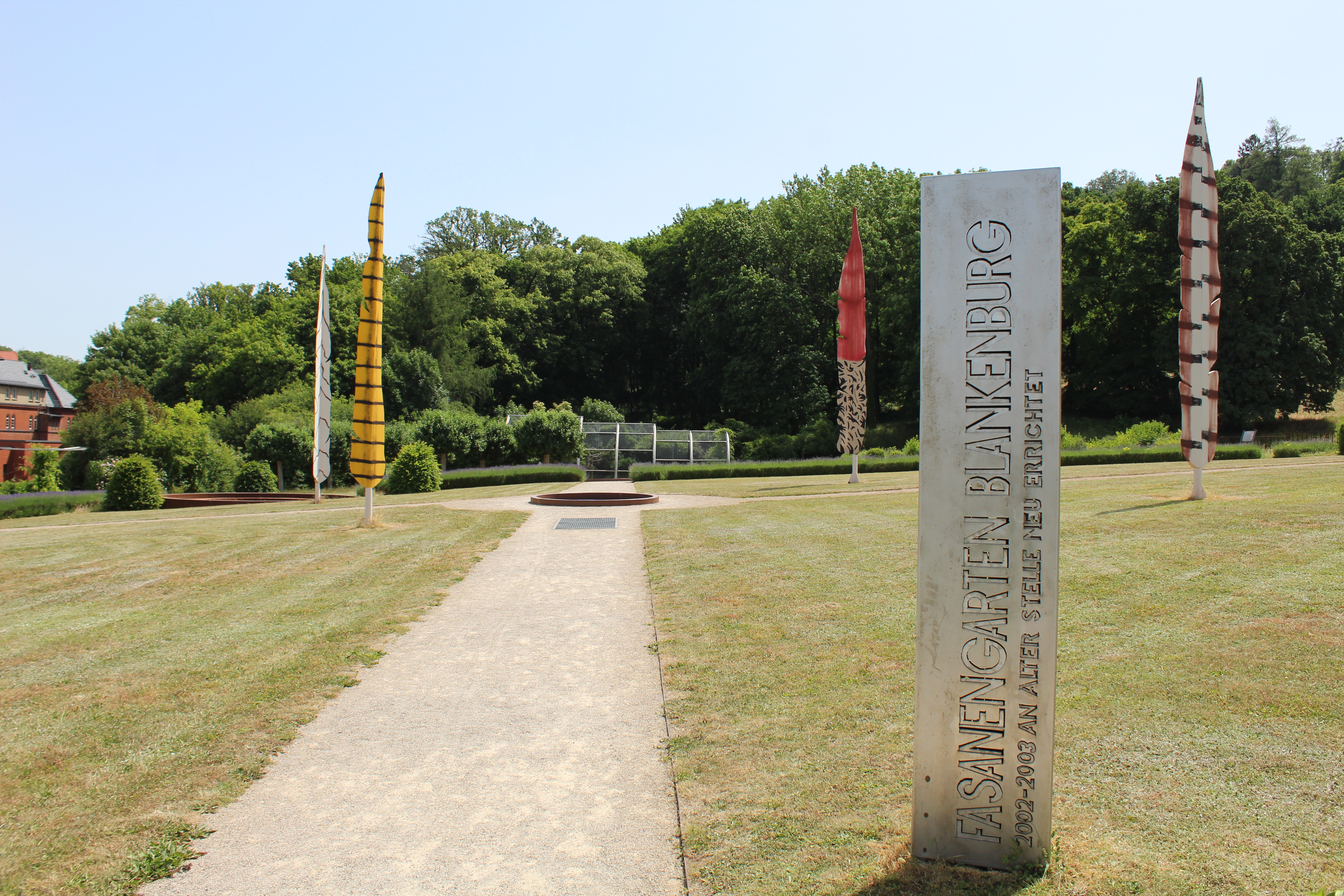
Fasanengarten mit den markanten Stahlfedern